# Rue La Fayette (Paris)
Die Rue La Fayette ist eine Straße in Paris zwischen dem Boulevard Haussmann auf Höhe der Pariser Oper und dem Canal Saint-Martin am Boulevard de la Villette. Sie beginnt im 8. Arrondissement, durchquert das 9. Arrondissement und endet an der Grenze des 10. Arrondissements mit dem 19. Arrondissement.

## Lage
Die 2800 Meter lange Straße verläuft absolut gerade von Südwesten nach Nordosten, in ihrem westlichen Teil ist sie heute als Einbahnstraße stadtauswärts angelegt. Nach zirka 1500 Metern kreuzt der Boulevard de Magenta, wenig später hat sie den Bahnhof Paris-Nord (Gare du Nord) zu ihrer Linken und den Bahnhof Paris-Est (Gare de l’Est), dessen Gleisvorfeld sie auf einer Brücke (Pont La Fayette) kreuzt, zu ihrer Rechten. Sie ist sehr belebt, das sich dort zahlreiche Restaurants und Bars befinden. Als Anziehungspunkt gilt vor allem das Kaufhaus Galeries Lafayette an der Ecke Rue de la Chaussée-d’Antin und Boulevard Haussmann.
Die U-Bahn-Linie 7 der Metro folgt weitgehend der Straße und hält an den folgenden Stationen:
- Chaussée d’Antin – La Fayette
- Le Peletier
- Cadet
- Poissonnière
- Louis Blanc

In Höhe des Gare du Nord liegt der Bahnhof Magenta der Linie E des S-Bahn-ähnlichen Réseau express régional (RER), am östlichen Ende der Rue La Fayette der Umsteigebahnhof Jaurès der Métrolinien 2, 5 und 7bis. Zudem gibt es Bushaltestellen der RATP-Linien 26, 42, 43, 48 und 54.

## Namensursprung
Die Straße trägt den Namen des Generals Marie-Joseph Motier, Marquis de La Fayette (1757–1834), eines Helden des Amerikanischen Unabhängigkeitskriegs. Dieser hatte dazu beigetragen, die US-amerikanische Freiheitsidee in der Französischen Revolution für Frankreich umzusetzen.

## Geschichte
Die Straße wurde 1823 für den Verkehr freigegeben. 1862 wurde sie im Zuge des Neubaus des Boulevards Haussmann bis dorthin verlängert.
Unterhalb des Straßenplanums verläuft die 1910 eröffnete Metrolinie 7, die, vom U-Bahnhof Opéra kommend, in Höhe der Station Poissonnière nach Osten abbiegt und um den Gare de l’Est einen Bogen schlägt. Ab der Station Louis Blanc begleitet sie die Rue La Fayette wieder bis zu deren Ende.
In den 1980er Jahren wurde die Straße trotz ihrer Breite von 30 Metern zur Einbahnstraße erklärt, um den Straßenverkehr sicherer zu machen. Seitdem stehen für den motorisierten Individualverkehr zwei Fahrspuren zur Verfügung.

## Sehenswürdigkeiten
- Galeries Lafayette: Das Stammhaus der großen französischen Kaufhauskette steht an der Ecke zum Boulevard Haussmann.
- Nr. 1: Im Hôtel de Montesson gab der österreichische Feldmarschall Karl Philipp zu Schwarzenberg im Juli 1810 einen Empfang zu Ehren der Hochzeit Napoleons mit Marie-Louise von Österreich. An jenem Abend wurde außerdem die Einrichtung einer städtischen, militärisch organisierten Feuerwehr verkündet.
- Nr. 24–26: Ausstellungsräume mit Instrumenten des Orgelbauers Alexandre-François Debain in seiner ersten Werkstatt.
- In Höhe der Nr. 31–33: Das äußerst luxuriöse Hôtel de Thellusson an der damaligen Rue de Provence Nr. 30 wurde im Rahmen der Straßenerweiterung 1824 abgerissen.
- Nr. 49: Von einem Balkon dieses Hotels aus malte der norwegische Maler Edvard Munch sein Gemälde Rue Lafayette.
- Nr. 56: Ein Attentatsversuch auf einen deutschen Militärkonvoi im November 1943 der Résistance-Gruppe FTP-MOI scheiterte: Drei wichtige Köpfe (Rino Della Negra, Robert Witchitz und Cesare Luccarini) werden verletzt bzw. verhaftet.[1]
- Der Square Montholon ist die einzige „grüne Insel“ in der Straße.
- Nr. 61: Verlagsort der Zeitung Le Petit Journal, die zwischen 1863 und 1944 erschien.
- Nr. 81: Hauptsitz des Harmoniumbauers Alexandre Père et Fils von 1843 bis 1955.
- Nr. 91: Die Fassade zeigt ein Paar Karyatiden von Jules Dalou.
- Nr. 106: Sitz des Kurdischen Instituts in Paris.
- Nr. 145: Scheingebäude der Bahngesellschaft RATP, um die Lüftungsschächte ihrer unterirdischen, hier kreuzenden Gleistrasse zu verbergen (⊙).
- Die Stahlbetonbrücke Pont La Fayette von Albert Caquot überspannt mit einer Länge von 150 Metern bei 20 Meter Breite das Gleisvorfeld des Gare de l’Est. Das heutige Bauwerk stammt aus den Jahren 1927/28.
- Nr. 214: Die Kirche St-Joseph-Artisan wurde als Kapelle Saint-Joseph-des-Allemands zu Beginn des 19. Jahrhunderts von deutschen Einwanderern errichtet.

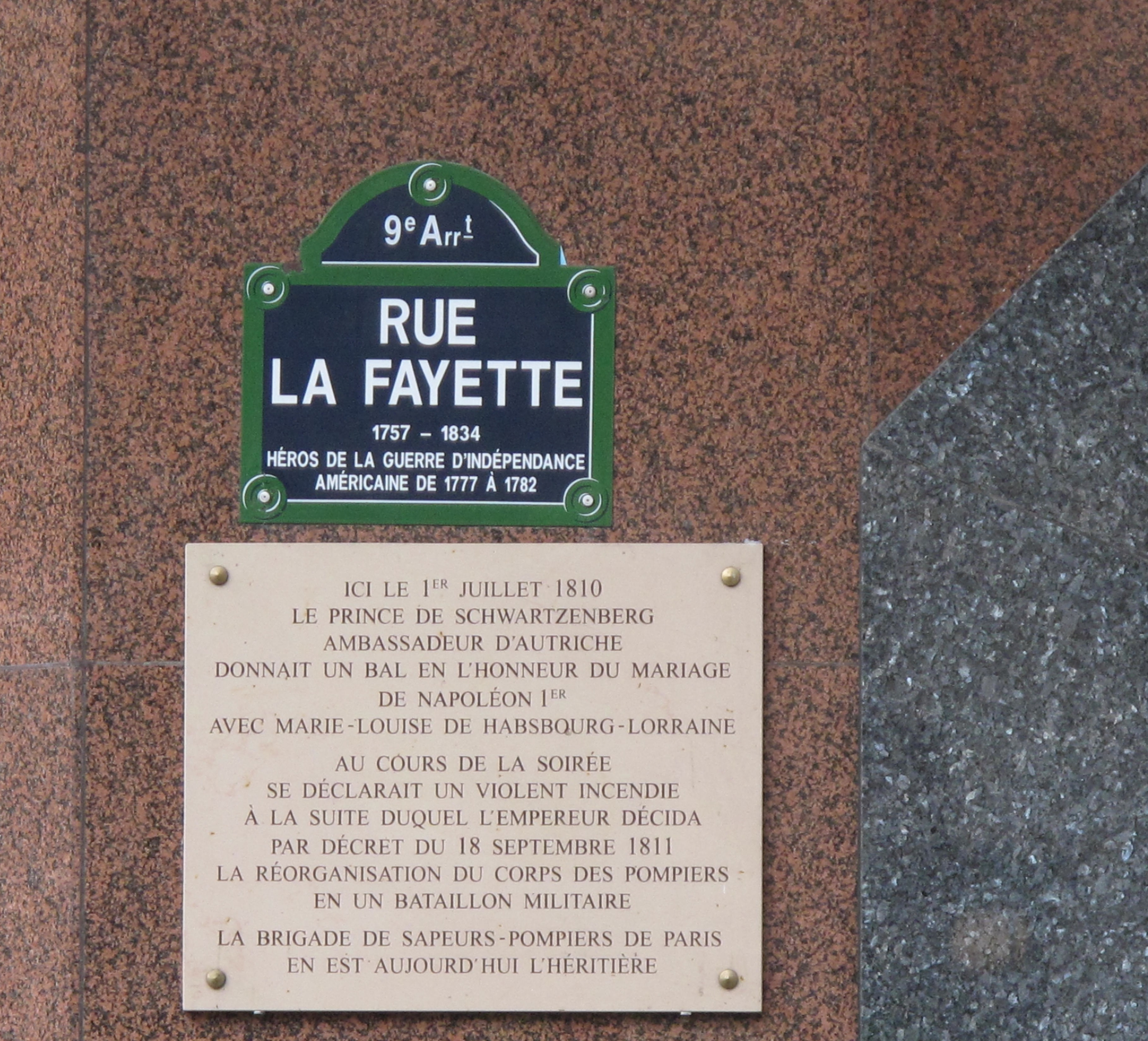
Erinnerungstafel am Haus Nr. 1 zur Gründung der städtischen Feuerwehr
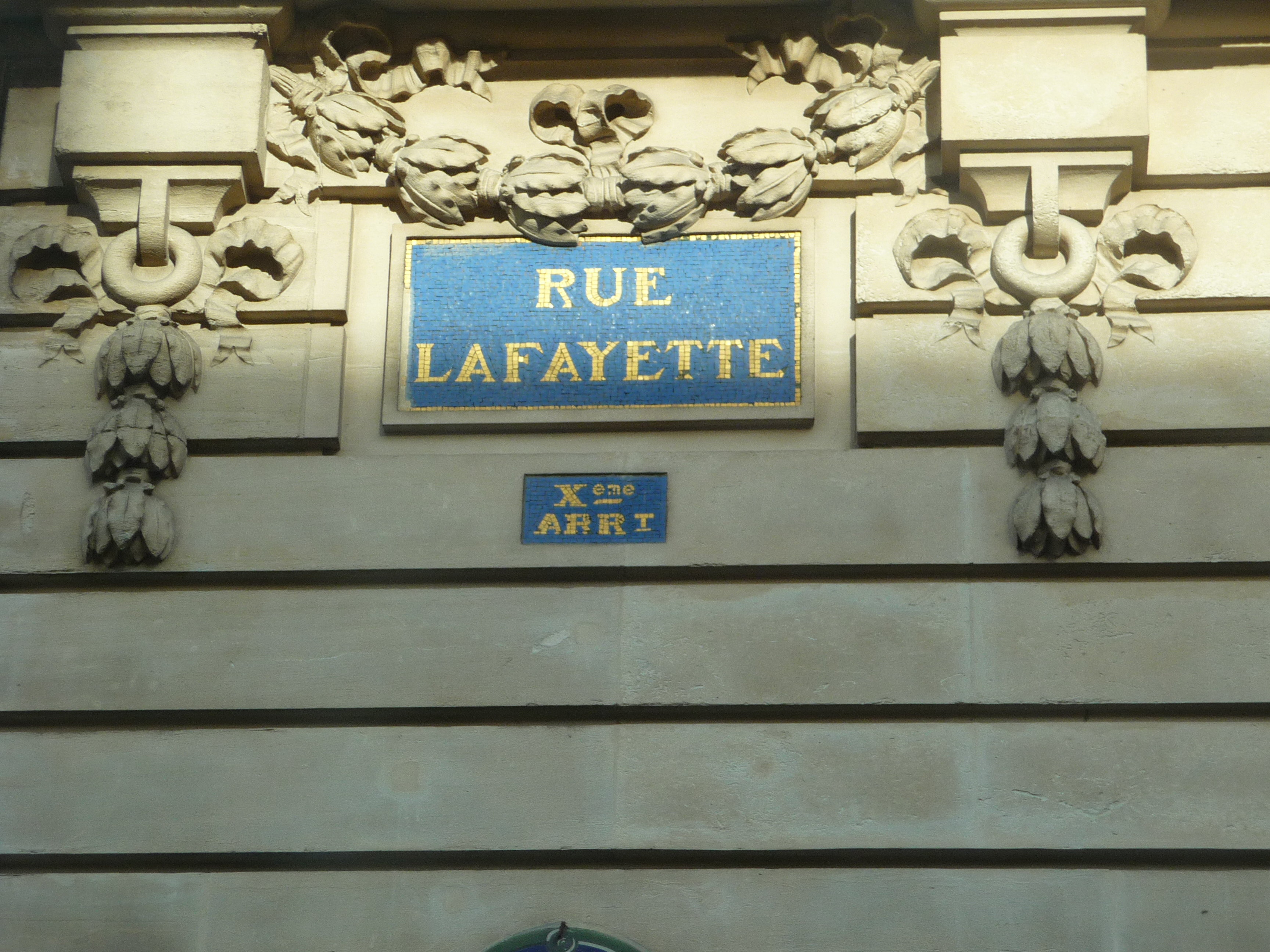
Straßenschild in Mosaik aus der Zeit des Barons Haussmann